# Luminiș (pictură de Nicolae Grigorescu)
Acest articol dezvoltă secțiunea Opera a articolului principal Nicolae Grigorescu.
Luminiș este o pictură realizată de artistul român Nicolae Grigorescu în anul 1896. Lucrarea aparține astâzi Muzeului Național de Artă al României.
În acest tablou se vede influența puternică pe care perioada în care a zăbovit în pădurile de Fontainebleau de la Barbizon, a lăsat-o în memoria pictorului român. Pe parcursul întregii sale cariere, el a rămas credincios acestui motiv care i-a relevat mai mult decât oricare altele, măreția luminii și efectele de umbre pe care aceasta le lasă în frunzișul mereu fremătând al pădurii. Marea bogăție cromatică ce poate fi văzută în lucrările lui Grigorescu, pornind de la primele pânze pe care le-a făcut la Barbizon cum este Întrarea în pădurea de la Fontainebleau, până la Luminiș din anul 1896, copacii, frunzele, marginile de pădure, vegetația, în toată varietatea lor de culori și forme, au fost pentru pictor un prilej permanent de a studia și a înfățișa cele mai bune nuanțe cromatice și unul de îmbogățire continuă a paletei. Se poate vedea bogăția cromatică a verdelui, ca și în lucrarea intitulată Fetițe lucrând la poartă, exuberanța lui, precum și folosirea galbenului ruginiu al funzișului de toamnă care reflectă și captează razele de lumină cu o supremă și ultimă încordare.
Simfonie de lumini a toamnei, care învăluie cu blândețe totul, Luminișul din 1896 s-a constituit a fi o chintesență a ceea ce artistul a știut să exprime și să vadă din marea poezie a priveliștilor din România.